# Кам'янська культура
Кам'янська культура, Кам'янська культура Східного Криму — археологічна культура доби бронзи (див. Бронзова доба), 18 (можливо, й раніше) — 15 ст. до н. е. Названа за іменуванням археологічної пам'ятки — поселення Кам'янка (біля колиш. с. Кам'янка Керченської міськради, Кримської обл.), що розташована неподалік від сучасної переправи через Керченську протоку. Представлена не поодинокими невеликими стоянками, що характерно для спорідненої катакомбної культурно-історичної спільності в Криму, а:

1) порівняно щільно розміщеними приморськими поселеннями (Юркіно I – IV, Глейки, Маяк I, II, Кам'янка, Кімерик, Чауда, Чалки, Алчак, Меганом, Орджонікідзе та ін.);

2) низкою степових поселень біля стародавніх доріг і водних джерел (Єрофеєве, Ленінське, Горностаївка, Кірове – нині села Ленінського району АР Крим, Слюсареве – колишнє село цього ж району та ін.);

3) невеликою кількістю стоянок, пов'язаних із сезонним відгінним скотарством (Бєлінське, Темір-гора, Зелений Яр, Бакси). Територія поширення К.к. досить компактна (східні, півд.-східні райони Криму, можливо, район Севастополя), вона діаметрально протилежна традиційним центрам життєдіяльності катакомбної культурно-історичної спільності та багатоваликової (багатопружкової) кераміки культури. За щільністю й поширенням цю культуру можна порівняти з поселеннями Боспору античного часу (див. Боспор Кімерійський, Боспорське царство). Частина розкопаних поселень К.к. перекрита залишками античних городищ. Питання особливостей поховань К.к. досліджується. Можливо, це безкурганні поховання в катакомбах з кромлехами (кільце з каменю навколо могили), що розкопані на могильнику Штурмове біля Севастополя (Г.Тощев, О.Савеля), та деякі підкурганні поховання з кромлехами на Керченському п-ові (В.Отрощенко, О.Кислий).

## Виокремлення Кам'янської культури
Уперше питання виокремлення таких пам'яток у Криму як археологічної культури було поставлено в 1930–40-х рр. (П.Заболоцький, О.Бадер, О.Брюсов). На сьогодні К.к. ідентифікується як давня місцева культура, що пов'язувала традиції населення Криму, Подніпров'я, Подоння, Півн. Кавказу, Півн.-Зах. Причорномор'я та традиції мешканців більш далеких земель. К.к. була важливою ланкою формування культури протокочовиків Стародавнього світу, що була загалом відносно бідною матеріально (як то: гіксоси, біблійні ібрі та ін.), проте відзначалась характерними потребами далеких походів. Так, на поселенні Кам'янка знайдено прадавній кістяний дископодібний псалій (деталь кінської вузди в бойовому спорядженні), що за формою аналогічний псаліям із зони степів Євразії, а також із Мікен (Греція), Гази (Палестина) і Рас-Шамри (Сирія); виявлено артефакти мореплавання, зокрема на місці розкопок поселення Глейки I – маяк-кострище. Характерною особливістю К.к. на фоні тогочасних степових культур є її "прив'язка" до доріг та водних (морських) шляхів. Активно розвивалися землеробство і скотарство. У К.к. своєрідно консервувалися риси катакомбної культурно-історичної спільності, частково ямної культурно-історичної спільності та культури типу Глейки II, а також з'являються риси культури перехідного періоду "багатоваликового" стилю. Для ліпних керамічних посудин, що виявлені під час розкопок пам'яток К.к., найбільш характерною формою є круглобока, горщики вертикальних пропорцій мали різко відхилений вінець, а горщики горизонтальних пропорцій – бочкоподібний тулуб. Від знахідок культури багатоваликової кераміки керамічні вироби К.к. відрізняються нечисленністю форм чітко зламаного профілю, бідністю орнаментації, включно багатоваликової, наявністю підлощеної кераміки, оригінальністю форм, що є трансформацією катакомбних горщиків, а також наявністю горщиків з внутрішнім виступом для утримання кришки. Носії К.к. зводили житла легкої конструкції та кам'яні з використанням дерева, будували потужні кам'яні стіни та еспланади на схилах. Конструктивні особливості знайдених споруд (Планерське I та ін.) засвідчують, що їхні будівники були знайомі з технологією зведення потужних фортифікаційних споруд.
Генетичні зв'язки К.к. простежуються до культур ранньокатакомбного часу. В пізньокатакомбний період носії К.к. потрапили в коло відносин, що просторово охоплювали райони Близького Сходу. При цьому поселення Кам'янка, очевидно, відігравало роль своєрідного міжкультурного форпосту та перевалочного пункту. Це поселення, з точок зору географії історичної та теорії реконструкції середовищ, є зменшеним аналогом поселення Троя того ж самого часу: обидва розміщувалися на підвищеннях над древньою лукою біля морської протоки (Боспор Кімерійський – Геллеспонт), поряд з ними були поселення-попередники (Глейки II – Карагач), джерела питної води та шляхи.
Поява на поселеннях К.к., воїнів-колісничих, які використовували дископодібні псалії (а це сталося в 17 – на поч. 15 ст. до н. е.), очевидно, засвідчує період розквіту цієї культури. Тривалий час К.к. співіснувала з катакомбною культурно-історичною спільністю та культурою багатоваликової кераміки. Її зникнення, імовірно, пов'язане з порушенням традиційних активних контактів через Керченську протоку.